# Preferente de Ceuta
La Preferente de Ceuta es la sexta categoría de fútbol en la ciudad autónoma de Ceuta (España).

## Sistema de liga
Está compuesto por un grupo de ocho equipos. El sistema de competición será liga a doble vuelta. El campeón ascenderá de forma matemática al grupo X de Tercera Federación, salvo que la plaza esté ocupada por otro representante de la ciudad.

## Equipos 2023-24
- A.D. Ceuta F.C. "C"
- C.D. Mirador
- Betis de Hadú C.F.
- Ceuta 6 de Junio
- C.D. Ucidce
- Polillas Atlético
- Polillas Sporting
- C.D. Príncipe Alfonso

## Campeones por temporada
- 2012-13: Club Sporting de Ceuta
- 2013-14: Ceuta CF Base
- 2014-15: CB Ramón y Cajal
- 2015-16: CB Ramón y Cajal
- 2016-17: A. D. Ceuta F. C. "B"
- 2017-18: A.D. Ceuta
- 2018-19: CB Ramón y Cajal
- 2019-20: AUGC Deportiva Ceuta
- 2020-21: A. D. Ceuta F. C. "B"
- 2021-22: Ceuta 6 de Junio
- 2022-23: Ceuta 6 de Junio